# Ірен Мелікофф
Ірен Мелікофф (азерб. İren İsgəndər qızı Məlikova, 7 листопада 1917, Петроград, РСФСР — 9 січня 2009, Страсбург, Франція) — французька науковиця-тюркологиня азербайджанського походження. Почесна професорка Страсбурзького університету II.

## Життєпис
Народилася в Петрограді в інтелігентній азербайджанській сім'ї нафтового магната з Баку Іскендера Мелікова. Через два роки після Жовтневого перевороту її сім'я переїхала до Фінляндії. Потім, через деякий час, вони назавжди перебралися до Франції, в Париж. Після закінчення середньої школи вступила на літературний факультет університету Сорбонни за спеціальністю східні мови та література.
Закінчивши Сорбонну, Ірен Мелікофф виходить заміж і 1941 року переїжджає разом з чоловіком до Туреччини. 1948 року повертається до Парижа і веде дослідження в галузі тюркології. Очолювала Інститут тюркології та Ірану Страсбурзького університету. Була почесною докторкою турецького Сельджуцького університету, Бакинського державного університету і Університету Марка Блока в Страсбурзі. Була співзасновницею видання TURCICA, займала різні керівні посади.
Після того, як радянські війська увійшли в Баку 20 січня 1990 року і вчинили розправу над мирними жителями, вона в числі багатьох представників азербайджанської еміграції у Франції вийшла на мітинг.
Мелікофф — авторка книг «Умур Паша дастани», «Мелік Данішменд», «Ебі Муслім Хорасані», «Слідами тюркського суфізму» та інших.

## Нагороди
- Кавалер ордена Академічних пальм (1978)[14][15][16]
- Офіцер ордена Академічних пальм (1983)[16]
- Кавалер ордена Почесного легіону (1994)[17]